# Plaza Murillo

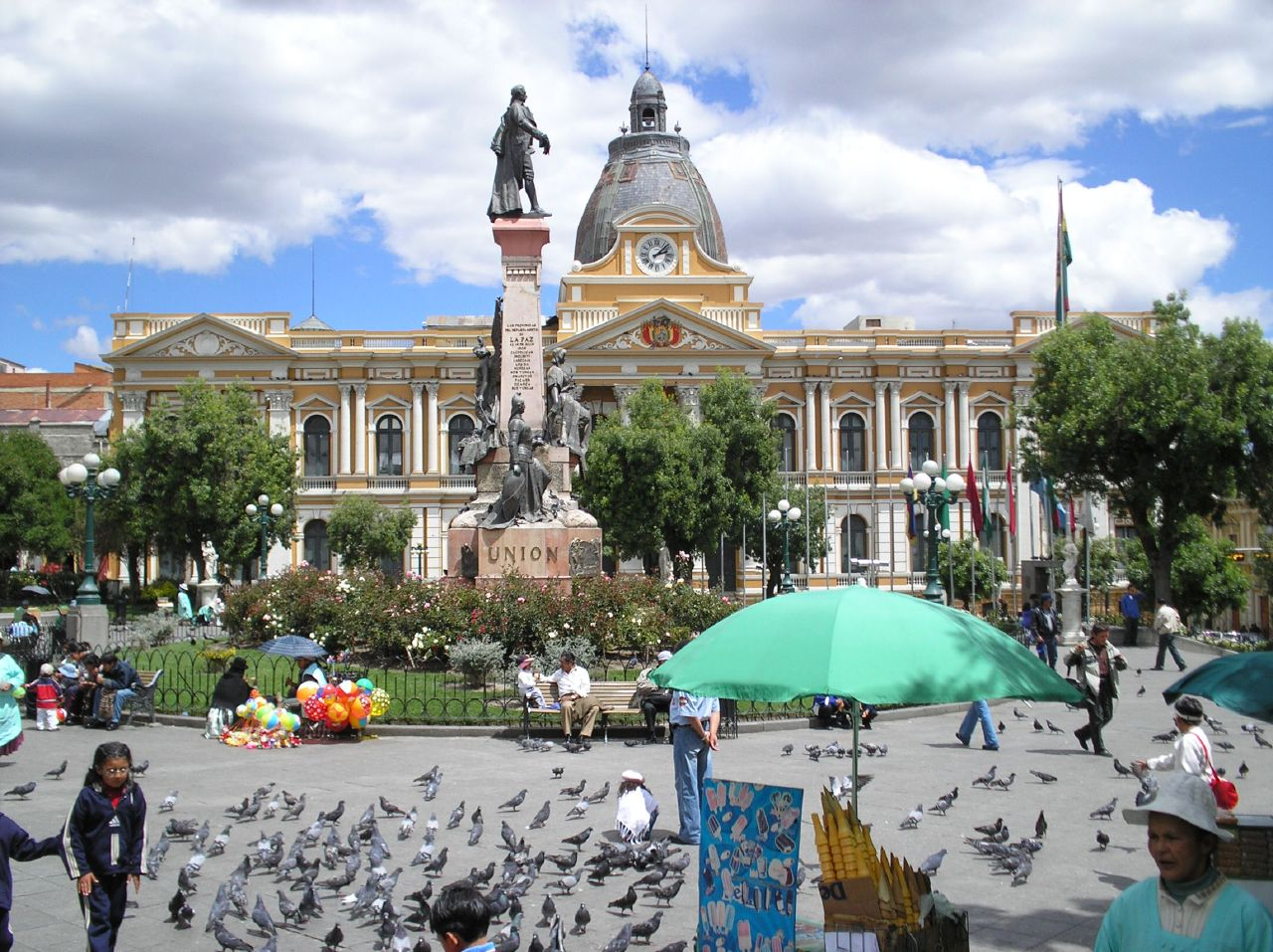
Die Plaza Murillo mit Gerichtsgebäude

Die Plaza Murillo ist der Hauptplatz in La Paz, dem Regierungssitz Boliviens. Benannt ist sie nach dem Unabhängigkeitskämpfer Pedro Domingo Murillo. An der Plaza Murillo befinden sich die Kathedrale von La Paz, der Kongress und der ehemalige Regierungspalast mit dem direkt angrenzenden neuen Regierungsgebäude, dem Casa Grande del Pueblo.